# Richard Wallace
Richard Wallace, född 21 juni 1818 i London, död 20 juli 1890 i Paris, var en brittisk konstsamlare och filantrop. Hans storartade välgörenhet under tyskarnas belägring av Paris 1871 i samband med fransk-tyska kriget förärade honom titeln baronet. 
Till Wallaces namn knyts den stora konstsamlingen Wallace Collection i London. Wallace fick den, jämte en ofantlig förmögenhet, i testamentet efter markisen av Hertford (död 1870), vars naturlige son han ansågs vara. Wallace utökade samlingen och erbjöd den åt staten, men förhandlingarna blev resultatlösa. Hans änka, född Castelnau (död 1897), testamenterade den till nationen, och museet öppnades 1900 för allmänheten. Det ligger i Wallaces bostad, Hertford House vid Manchester Square.